# Uzelina producta
Uzelina producta är en insektsart som beskrevs av Rauno E. Linnavuori 1977. Uzelina producta ingår i släktet Uzelina och familjen dvärgstritar. Inga underarter finns listade i Catalogue of Life.